# جمعة صنقور
جمعة صنقور (مواليد 12 مايو 1989-)، لاعب كرة قدم إماراتي. مثل سابقاً أندية حتا واتحاد كلباء والأهلي والشعب ودبي ومصفوت.